# Museo Heráldico de Álava

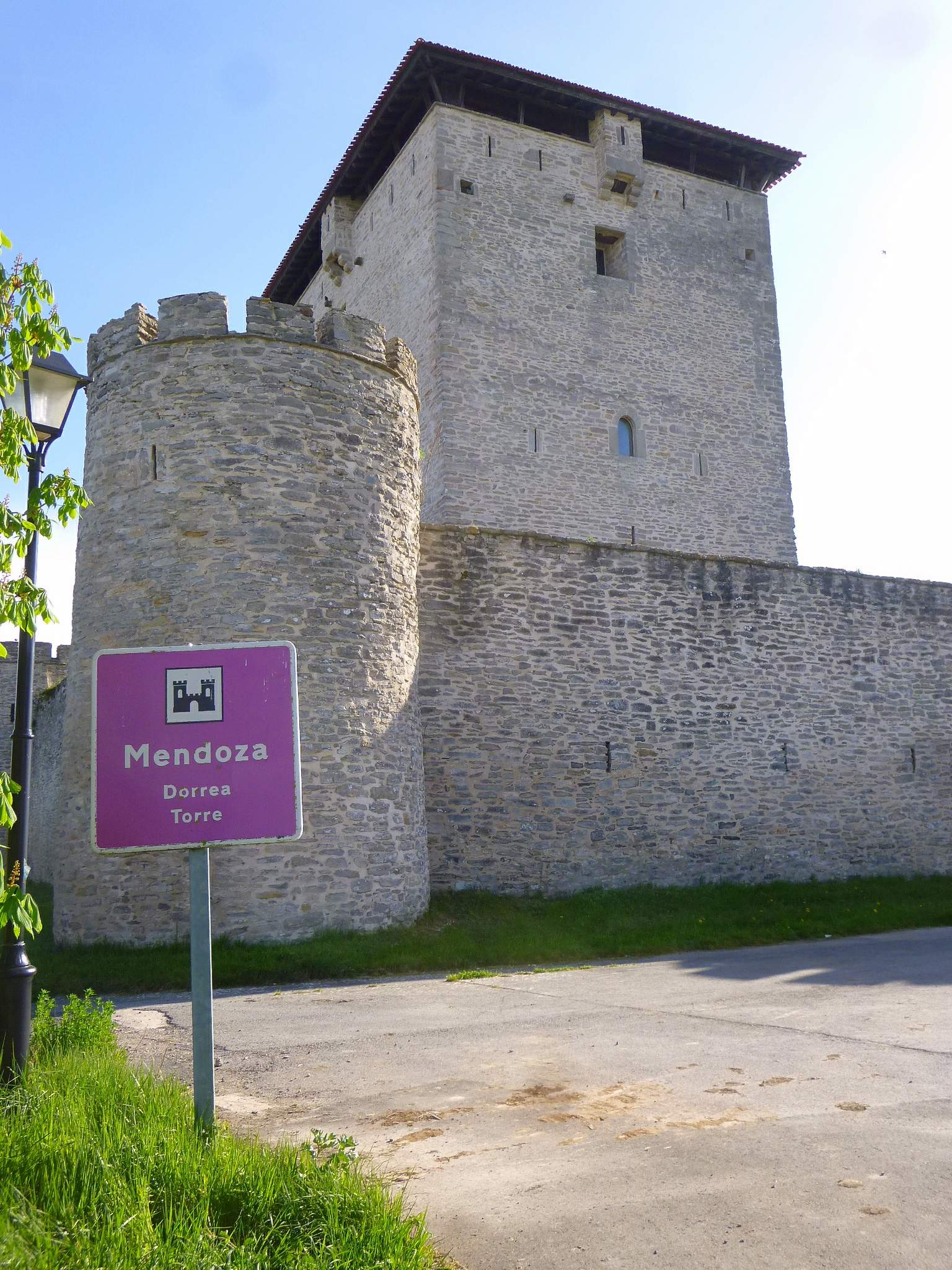
Torre Mendoza

El Museo Heráldico de Álava fue un museo ubicado en la Torre Mendoza de la localidad alavesa de Mendoza desde 1963 hasta 2007.

## Edificio
La Casa Torre de los Mendoza es un edificio significativo y se encuentra entre las torres más antiguas de Álava, datando del siglo XV. Fue construida en las primeras décadas del siglo XX. La planta es casi cuadrada, de once metros de largo por cada lado y veintiún metros de alto. La torre fue restaurada en 1963. en el año, para la conservación de los escudos y blasones de Álava. La historiadora vitoriana Micaela Portilla realizó un gran trabajo en la búsqueda de los escudos. La Diputación foral adaptó el espacio a las nuevas necesidades del museo y destinó los recursos necesarios para adquirir los escudos, muchos de los cuales se debieron a los problemas que tuvieron sus propietarios para proteger y dar un adecuado cuidado a las piezas donadas. Otros fueron traídos de casas, iglesias y capillas; éstas estaban a punto de desaparecer fuera de sus lugares originales.

Sin embargo, las visitas al museo tuvieron que ser suspendidas porque el edificio no cumplía las normas de accesibilidad.

## Recopilación
Situado en la planta baja y primera a lo largo del perímetro interior de la muralla, el museo exhibe medio centenar de escudos de piedra de apellidos y familias claramente alavesas. Excelentes proverbios del Renacimiento y del Barroco, aunque el más antiguo, el del Gaón, data del siglo XIV. ser dependiente. Estas piezas, además de estar bien catalogadas, iban acompañadas de etiquetas que proporcionaban información sobre su origen, descripción, significado y otras características.
Además de las piezas expuestas en la Torre Mendoza, otros muchos escudos alaveses pudieron verse a través de fotografías, imágenes y proyecciones de vídeo, junto con sus explicaciones. Además, en la primera planta se exhibieron trajes medievales alaveses.
Esta colección fue trasladada a la iglesia de Villanañe con la intención de albergar allí un museo, pero éste aún no ha sido inaugurado.